# 打弦楽器
打弦楽器（だげんがっき）とは、弦を何らかの方法で叩いて発音させる楽器（弦楽器）の総称。弦の振動を響板や共鳴胴によって増幅する物もある。広義においてはピアノも打楽器の一部に含まれる。

## 主な打弦楽器
- ピアノ
- ハンマーダルシマー
- サントゥール
- 揚琴
- ツィンバロム
- ビリンバウ